# Роити, Антонио
Антонио Роити (итал. Antonio Roiti, 1843, Арджента — 8 ноября 1921, Рим) — итальянский физик.
Роити получил образование в Пизанском университете, где и остался ассистентом кафедры химии (1866) и физики (1868). К 1868 г. получил степень доктора математики, а с 1871 г. звание профессора физики и химии технического и морского института в Ливорно. С 1879 г. профессор физики технического института во Флоренции, с 1878 в университете Палермо, а с 1880 и до своей смерти в Istituto di Studii Superiori во Флоренции. Его работы, преимущественно из области электричества и электрических измерений: 10 — о х-лучах, 8 — по электричеству, 5 — по электромагнетизму и 2 по акустике, почти все собраны в книге «Il Nuovo Cimento».